# NGC 2968
NGC 2968 je galaksija u zviježđu Lavu.

## Vanjske poveznice
- SEDS: NGC 2968